# 拉法尔 (上卢瓦尔省)
拉法尔（法語：Lafarre，法語發音：[lafaʁ]）是法国上卢瓦尔省的一个市镇，属于勒皮区。

## 地理
拉法尔（44°50'32"N, 3°59'23"E）面积13.02 平方千米，位于法国奥弗涅-罗讷-阿尔卑斯大区上盧瓦爾省，该省份为法国中南部省份，北起多姆山省和卢瓦尔省，西接康塔爾省，南至洛泽尔省，东临阿尔代什省。
与拉法尔接壤的市镇（或旧市镇、城区）包括：库库龙、伊萨莱斯、拉沙佩勒格拉尤斯、圣阿尔孔德巴尔日、萨莱特、维耶尔普拉。

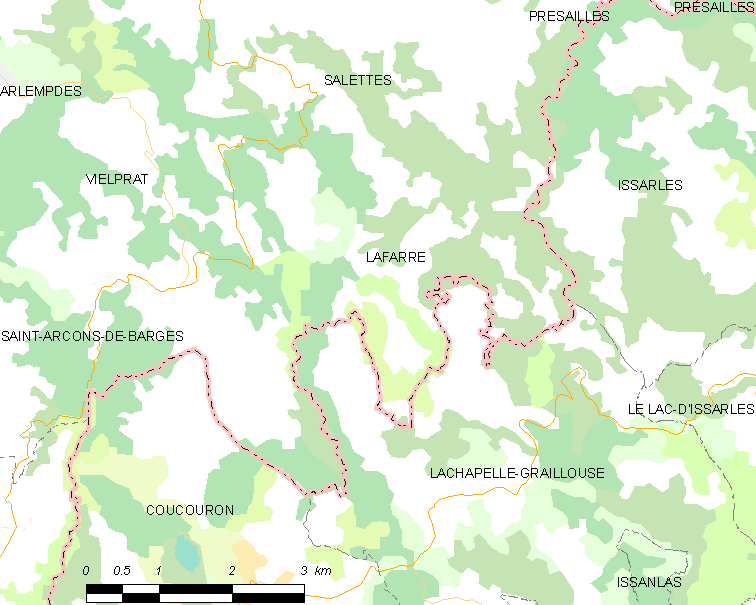
的OSM定位图

拉法尔的时区为UTC+01:00、UTC+02:00（夏令时）。

## 行政
拉法尔的邮政编码为43490，INSEE市镇编码为43109。

## 政治
拉法尔所属的省级选区为火山沃莱县。

## 人口

1962-2008年间人口变化图示

拉法尔于2022年1月1日时的人口数量为82人。